# Notocirrus lorum
Notocirrus lorum är en ringmaskart som beskrevs av Ehlers 1897. Notocirrus lorum ingår i släktet Notocirrus och familjen Oenonidae. Inga underarter finns listade i Catalogue of Life.